# Coelinidea niobrara
Coelinidea niobrara är en stekelart som beskrevs av Riegel 1982. Coelinidea niobrara ingår i släktet Coelinidea och familjen bracksteklar. Inga underarter finns listade i Catalogue of Life.